# Переплут
Переплут (PerepÃlut) — бог у слов'ян, в інтерпретації сучасних рідновірів, дух землі, ріллі, поля, або луки.
Переплут серед інших язичницьких богів згадується в «Слові св. Григорія» з Софійського списку і «Слові Іоанна Златоуста про те, како перше погани вірили в ідоли», де повідомляється лише, що на честь Переплута пили, «вертячеся в розех». Сенс цього обороту залишається неясним: це може означати, що пили з рогів, або що, пили під час водіння хороводів.
Його ім'я, ймовірно, походить від префікса пере- та реконструйованих утворень plova, pluti (плуті) — «плисти», що робить Переплута водним божеством, покровителем мореплавців. Але через брак фактичних даних, сказати щось певне про Переплута немає можливості.
Оскільки функція божества залишається неясною, деякі дослідники вважають Переплута демоном, а не Богом. «Саме етимологічне значення слова свідчить, що, може, це було зле божество, що змушувало людину плутатися, блудити, близьке до Блуда. Взагалі ж це якийсь сумнівний божок.»

## Джерело
- Худаш М. Походження наймення та релігійно-міфологічні функції давньо-руського язичницького божества, відомого як переплут / М. Худаш // Народознавчі зошити. — 2010. — № 1-2. — С. 88-93 Електронний ресурс